# Hugues de Grenoble
Pour les articles homonymes, voir saint Hugues.
Hugues de Châteauneuf, dit de Grenoble (Châteauneuf-sur-Isère, v. 1053 – 1er avril 1132) est un ecclésiastique français canonisé par l'Église catholique. Il a été chanoine à Valence puis évêque de Grenoble (1080–1132). Fervent partisan de la réforme grégorienne, il s'opposa fermement à l'archevêque de Vienne Gui de Bourgogne, futur pape Calixte II.
Canonisé en 1134 par Innocent II, saint Hugues est fêté le 1er avril.

## Biographie

### Origines
Hugues est le fils de d'Odilon, seigneur de Châteauneuf d'Isère (actuel Châteauneuf-sur-Isère),. Il a au moins un frère, Geoffroy, qui a fait construire l'église Saint-Nicolas de Marcigny[réf. nécessaire]. Il semble naître vers 1053, à Châteauneuf-sur-Isère, au nord de la ville de Valence. Il a pour neveu l'abbé de Bonnevaux, Hugues.

### Épiscopat

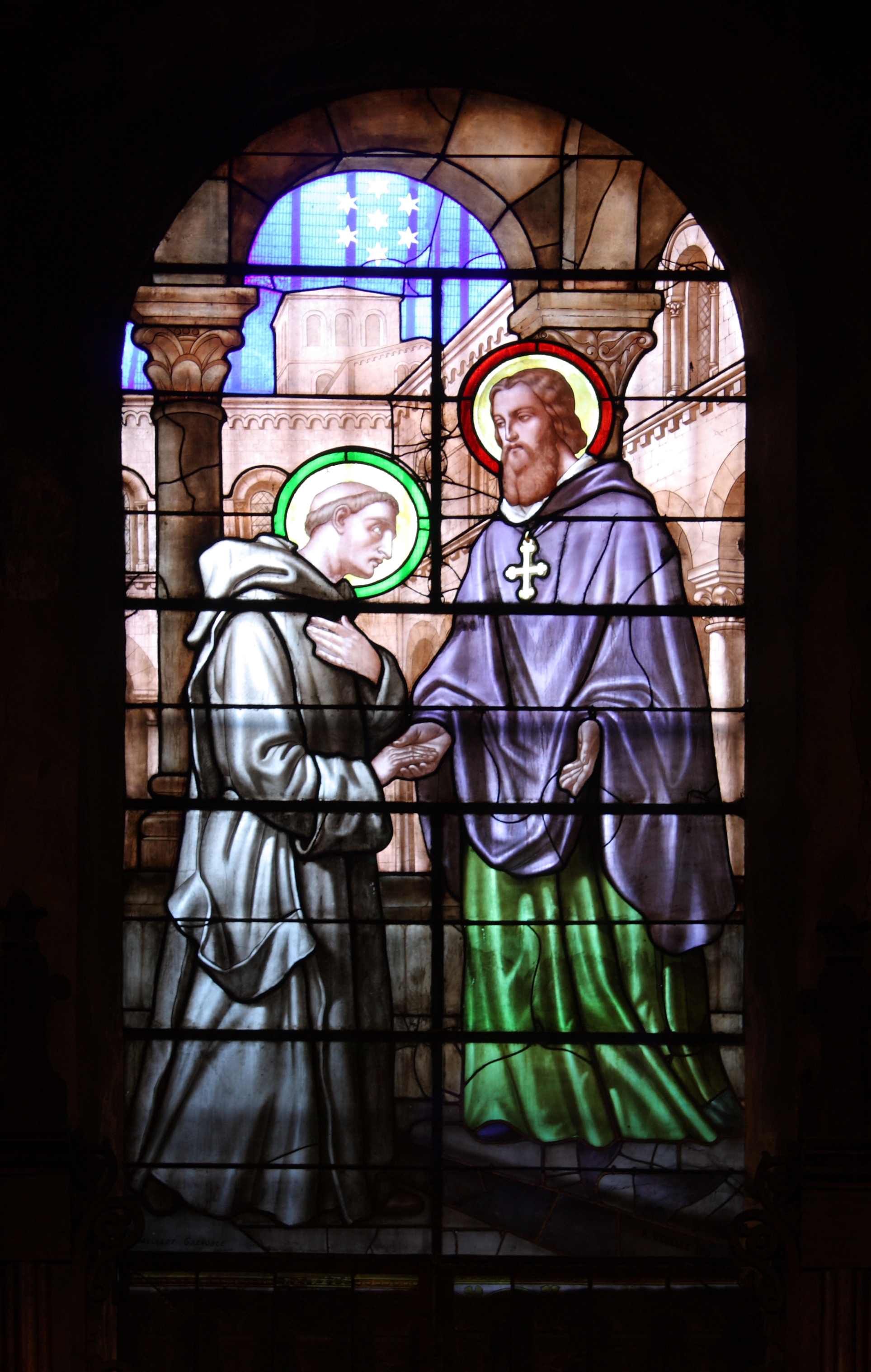
Vitrail de la cathédrale Notre-Dame de Grenoble représentant saint Hugues et saint Bruno.

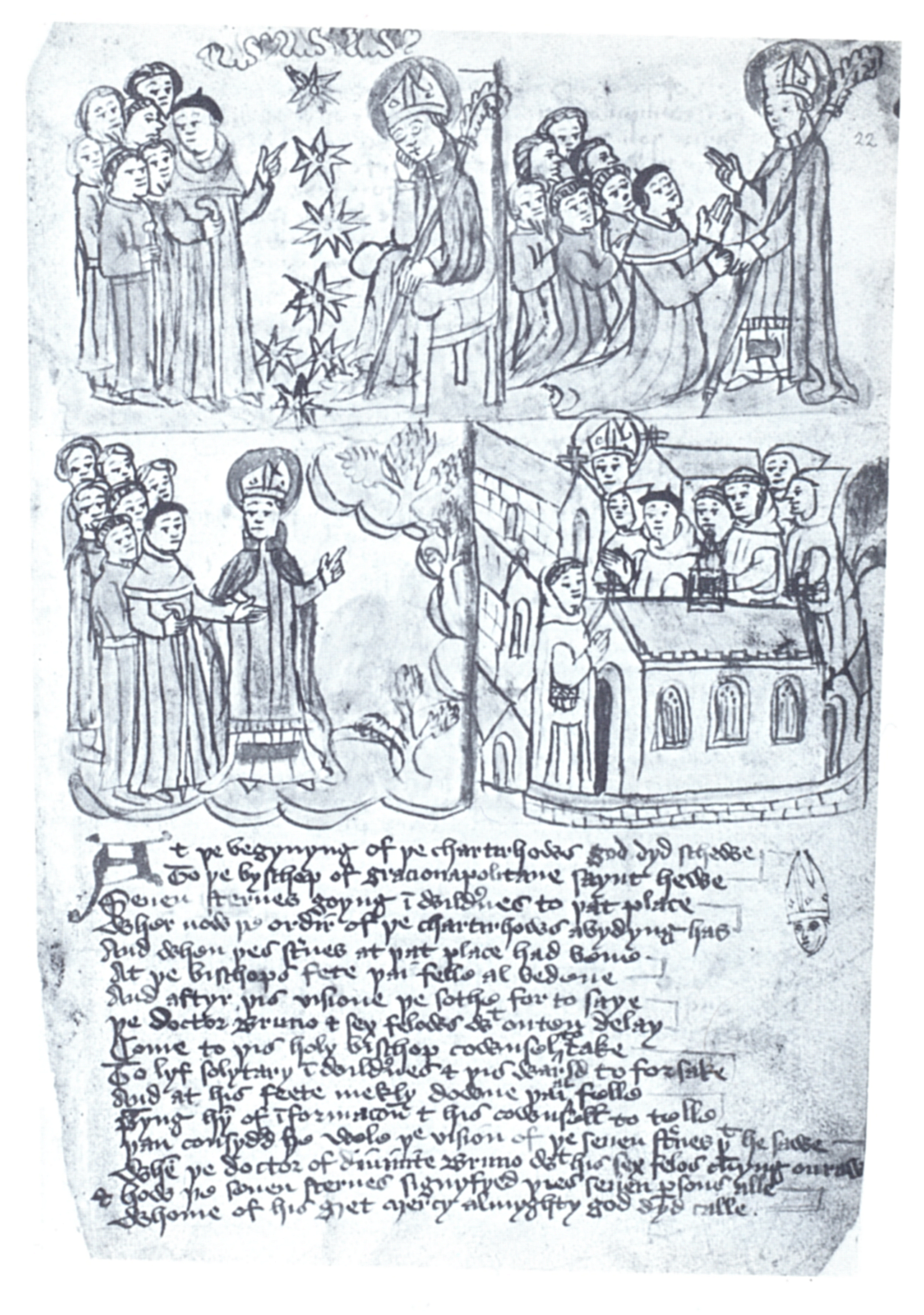
Fondation de la Grande Chartreuse (manuscrit du XVe siècle).

Hugues, selon la tradition, manifeste dès son plus jeune âge une piété extraordinaire et un goût certain pour la théologie. Alors qu'il est encore laïc, il est fait chanoine de Valence. Sa piété est telle qu'on disait de lui qu'« il n'aurait aperçu qu'une seule femme dans sa vie. »
Au concile d'Avignon de 1080, il est choisi pour monter sur le trône épiscopal de Grenoble, bien qu'il n'eût pas été encore ordonné. Conduit à Rome par un légat du pape, il y fut ordonné par Grégoire VII lui-même. Dès son retour, il se consacra à la tâche de réformer les abus dans son nouveau diocèse et d'y introduire la réforme grégorienne.
Au bout de deux ans il y avait réussi et avait pu encourager la dévotion, il voulut alors se démettre de son évêché et se retirer au monastère bénédictin de Cluny, mais le pape lui ordonna de continuer son travail dans son diocèse.
Pour le reste du XIe siècle, son épiscopat fut marqué par le conflit avec Guigues III d'Albon sur la possession de territoires ecclésiastiques dans le Grésivaudan. Hugues soutenait que le comte d'Albon avait usurpé les terrains de l'évêché de Grenoble avec l'aide de l'évêque Mallen. Pour renforcer son droit, Hugues fit écrire l'histoire de l'évêque Isarn reprenant par les armes le diocèse de Grenoble aux Sarrasins lors de la bataille de Chevalon. C'était l'objet du préambule à une série de documents conçus pour établir le droit du diocèse sur ces terrains, documents connus comme les Cartulaires de saint Hugues (cartulaires de l'église-cathédrale de Grenoble,). Un accord n'est finalement trouvé entre Hugues et Guigues qu'en 1099. Guigues III d'Albon acceptait de céder les territoires en litige pendant qu'Hugues admettait l'autorité temporelle du comte dans les alentours de Grenoble.
Hugues contribua aussi à la fondation de l'ordre des Chartreux. En 1084 il reçut saint Bruno, qui avait peut-être été autrefois son propre maître, avec six de ses compagnons, après les avoir vus en rêve « sous une bannière de sept étoiles ». Hugues les installa tous les sept dans un endroit enneigé et rocailleux des Alpes appelé la Chartreuse. Ils y fondèrent un monastère et consacrèrent leur vie à la prière et à l'étude, recevant souvent la visite de Hugues, dont on dit qu'il adopta une grande partie de leur mode de vie.
En 1130, âgé de 77 ans, il trouva la force d'aller à la rencontre du pape Innocent II qui fuyait l'Italie et de l'accompagner jusqu'au Puy où devait se réunir un important concile visant à faire reconnaître Innocent II par les souverains d'Europe et à prononcer l'excommunication contre l'usurpateur Anaclet II. Il mourut le 1er avril 1132.

## Canonisation et vénération
Dès le 22 avril 1134, Hugues fut canonisé par le pape Innocent II. Son corps, déposé dans une chasse d'argent de la cathédrale Notre-Dame de Grenoble demeura exposé pendant quatre siècles à la vénération des fidèles. Le 3 juin 1562, pendant les guerres de Religion, son corps fut brûlé en public par François de Beaumont, baron des Adrets et les Huguenots sur la place Notre-Dame à Grenoble.
Il est commémoré le 1er avril selon le Martyrologe romain, et dans le diocèse de Grenoble-Vienne,.
La paroisse catholique de Sarsfield, en Ontario, porte son nom depuis 1896.

## Statue
En 1935, le clocher de Sainte-Marie d'en-Haut, à Grenoble, qui menace de s'effondrer est démonté. Il arborait une imposante statue de la Vierge et supportait sur ses flancs les sculptures des saints protecteurs de Grenoble : Saint Bruno, Saint Hugues, Saint Ferjus et Saint François de Sales. Mais, ces quatre sculptures disparurent, seule celle de François de Sales a été retrouvée en 2007, rue Thiers, dans le jardin de la clinique des Bains qui fermait ses portes.

## Iconographie
Il est représenté en habits épiscopaux par-dessus sa cuculle blanche.
Hugues de Grenoble peut être aussi représenté en habit de chartreux recevant Bruno le Chartreux (parfois avec des étoiles, emblème des chartreux). Il lui arrive aussi de bénir des oies qui se transforment en tortues.

## Citation
« Pour ne rien dire du bien qui arriva grâce à lui… Une communauté d'ermites en Chartreuse, l'Abbaye de Chalais, une communauté d'ermites aux Écouges, une maison de chanoines réguliers près de Saint-Martin de Misère, une maison près de Saint-Jeoire, avaient fait leurs débuts grâce à son appui, avaient progressé grâce à son aide spirituelle et matérielle. »

— Guigues le Chartreux, Vie de Saint Hugues, paragraphe 35
.